# Hapoel Haifa
Hapoel Haifa este un club de fotbal israelian din Haifa. Are în palmares un singur titlu, câștigat în sezonul 1998-1999.

### Jucători de top
- Dudu Awat
- Yochanan Vollach
- Gabriel Tamas